# تشن نان
تشن نان (بالصينية: 陈楠) مواليد 8 يناير 1983 في تشينغداو، شاندونغ، الصين، هي لاعبة كرة سلة صينية. تلعب مع الدوري الصيني لكرة السلة للسيدات كلاعب وسط. وتحمل الرقم 15. يبلغ طولها 6 قدم 5 بوصة (2.0 م). مثلت منتخب بلادها. شاركت في دورة الألعاب الأولمبية الصيفية سنة 2004. حققت المركز الأول في دورة الألعاب الآسيوية 2002.

## سجل المنافسة
شاركت في المنافسات التالية:
- الألعاب الأولمبية الصيفية 2004
- الألعاب الأولمبية الصيفية 2008
- الألعاب الأولمبية الصيفية 2012
- الألعاب الأولمبية الصيفية 2016

## الميداليات
| الميدالية | المسابقة                   |
| --------- | -------------------------- |
| ذهبية     | دورة الألعاب الآسيوية 2002 |
| ذهبية     | دورة الألعاب الآسيوية 2006 |
| ذهبية     | دورة الألعاب الآسيوية 2010 |

## روابط خارجية
- تشن نان على موقع الاتحاد الوطني لكرة السلة النسائية (الإنجليزية)
- تشن نان على موقع كرة السلة الأوروبية.كوم (الإنجليزية)
- تشن نان على موقع بروبوليرز (الإنجليزية)
- تشن نان على موقع سبورتس رفرنس (الإنجليزية)
- تشن نان على موقع سبورتس رفرنس (الإنجليزية)
- تشن نان على موقع أوليمبيديا (الإنجليزية)
- تشن نان على موقع اللجنة الأولمبية الصينية (الإنجليزية)